# 雪球地球
雪球地球（英語：Snowball Earth）也称冰室地球（Icehouse Earth），是地史学上为了解释一些史前地质现象而提出的假说，认为在地球地质历史上曾经出现过冰雪覆盖所有地表（陆地和海洋）的冰河期。此词通常专指成冰纪大冰期（Cryogenian Ice Age），即元古宙新元古代成冰纪发生过至少一次严重的全球性冰期，以至于地球上的陆地和海洋全部被冻结，仅仅在厚达两公里的冰层下存有少量因地热活动而融化的液态水。
加州理工学院地质教授約瑟夫·柯世韋因克于1992年首度使用“雪球地球”这个词，并得到了哈佛大学地质教授保罗·菲利克斯·霍夫曼及其同事丹尼爾·施拉格的大力支持和完善。但学术界对此也有争议，主要针对冰冻圈是否完全覆盖了整个行星表面且在赤道附近的陆地和海洋，是否有液态缺口——即所谓的“雪泥地球”（Slushball Earth）。

## 概述
从1960年代以来，人们就假想地球诸大陆曾经遭受过一次严重的冰冻，时间是迄今约7.5亿到5.8亿年前。这个时期地史上称为冰河期。后来古生物学家W. Brian Harland指出该时期的冰渍沉积物遍布全球，并提出那个时候全球冰封的观点。
该假说的问题在于，尽管全球各处均遍布冰川痕跡，但是在赤道地区除高山地区外并无冰川痕跡。板块构造学说使得这种冰川分布的不连续性显得更加扑朔迷离：板块构造理论认为各大陆在那个时候曾经是一个整体，聚集在赤道附近，叫做罗迪尼亚超大陆。
总而言之，雪球地球理论就是综合了7亿到6亿多年前留下的诸多地热证据而得出的一个理论。
由冰渍残留地点的广布，该理论认为地球曾经一度被全部冰冻起来。然而这个过程的机理却不明。有一种理论认为当时由于冰川的延伸，导致部分陆地被冰面覆盖，从而延缓了岩石的风化过程（岩石风化会吸收二氧化碳），导致温室效应增强。火山活动不断地产生二氧化碳，于是冰川到一定时候会停止蔓延。由于当时超大陆集中在赤道附近，陆地表面冰川很难被全部覆盖。日积月累，当风化过程慢慢消耗完温室气体后，冰川开始肆无忌惮地蔓延开来，直到全球冻结。彼时，整个地球表面全部被冰川覆盖。日照辐射被白雪皑皑的地球反射回太空，地球一片冰冷。由于水氣蒸腾作用被大幅减少，大气变得无比干燥。当时大气中唯一的温室气体就是水氣本身，高高在上的则是令人炫目的阳光。
雪球地球终究还是融化了，而融化的原因则成了现在的一个研究课题。
透過電腦的模拟，也得到了一个完全冰封的地球，这个模拟得到的状态称为“白地球”。

## 雪球地球的融化
根据计算，解封雪球地球所需的二氧化碳浓度大约为今天的350倍，也就是占比需要达到大气含量的13%。鉴于当时的地球几乎完全被冰封，大气中的二氧化碳无法与硅质岩进行风化反应，所以其含量会一直缓慢上升。大约经过了3千万年时间，随着火山喷发以及冰面以下微生物对有机碳的转化，地球大气中积累了足够的二氧化碳与甲烷，足以产生强大的温室效应。随后，地球热带的冰层开始融化，并最终产生了一部分无冰的陆地与永久流动的河流。裸露的陆地表面颜色要比冰面更暗，所以它们可以吸收更多来自太阳的热量——从而启动一种“正反馈”进程。
被封锁在低纬度地区永久冻土中的，大量不稳定的甲烷水合物也许也是冰川消融、气候暖化的诱因之一。
在大陆上，融化后的冰川会暴露出大量冰川沉积，这些冰川沉积会参与到后续的侵蚀与风化作用中，侵蚀与风化的产物随后会进入海洋。这些对海洋生物而言营养丰富的风化产物以及大气中充足的二氧化碳促成了后续蓝藻的爆发。蓝藻帮助地球大气重新氧化，而氧含量的升高可能是后续埃迪卡拉生物群以及寒武纪生命大爆发的推动力之一。冰川消融的正反馈进程可能只需要不足一千年时间，但大气二氧化碳与氧气含量仍需要几百万年才能达到稳定的狀態。
大气二氧化碳含量的降低可能导致了地球的再次冻结，这种冻结-融化的循环可能持续了许多次，直到后来大陆漂移到更靠近极地的位置。
最近发现的证据显示，在较低的温度下，海洋可以吸收更多气体，导致海洋中的含碳物质更加快速的氧化为二氧化碳。这个过程可以显著增加大气中二氧化碳的含量，增强温室气体对地球表面的暖化作用，并防止了一个完全雪球地球的产生。
在数百万年时间里，冰层表面与内部会积聚冰晶粉末，嗜冷微生物、火山灰以及尘土会混合在冰层之中，面积可以达到几百万平方公里。一旦冰层开始融化，这些混合在冰块中的杂质就裸露了出来，冰面的颜色会变得更深，进一步加快融化的进程。
此外，来自太阳的紫外线会与水蒸气发生反应，产生过氧化氢（H2O2）。一般情况下，过氧化氢会在阳光下分解，但还有一些会被困在冰层里。当冰川开始融化，这些过氧化氢会被释放到大气与海洋，当它溶解于水中时会产生氧气，从而增加大气氧含量。

## 证据
支持者用来举证的地质沉积物包括富含铁的铁燧岩和碳酸盐壳岩。雪球地球事件与5.4到5.0亿年前发生的寒武紀大爆發之间的关联也非常引人注目。

### 光合作用参与者的缺乏
海水里含有两种碳同位素：碳12和碳13。在生化过程中，生物体优先利用较轻的碳12，这就使海洋裡的光合作用参与者比如原生生物和海藻一类慢慢地排空了碳13同位素。假如海洋裡存在光合作用参与者，那么这些光合作用参与者死亡后形成的有机质沉积裡碳13的含量就会比较低，而从海水裡析出的碳酸盐沉积物里碳13含量就会相对较高。研究发现，在理论所指的那段时间内形成的海水碳酸盐沉积物裡碳13的平均含量非常明显地比其他正常时期沉积物的低。这就支持了雪球地球理论，因为这说明当时冰封大地的条件下，几乎所有的光合作用参与者都被严寒冻死了。

### 條狀鐵層建造
在地球富氧大气裡，自然界的铁一般会被氧化为三价态的氧化铁沉积下来形成條狀鐵層。只有在缺氧的条件下铁才能形成二价态的氧化亚铁矿石。由于氧化亚铁矿发现只存在于与雪球地球对应的地质年代裡，这就又进一步支持了雪球地球理论的正确。
易溶于水的亚铁盐遇到空气裡的氧气会被氧化成易水解的铁盐，进而形成难溶的氧化铁从水裡沉淀出来。这个过程使多达20倍于现存大气层氧气的氧被带状铁沉积封锁在岩石裡。地球上的铁矿都是在寒武纪前形成的。在寒武纪后的显生宙地层中鲜有铁矿存在。
支持者们认为氧气在大气层裡是不稳定的，因为有太多的反应可以消耗氧气，主要是铁和硅的氧化过程。要维持大气层氧气的含量，必须依靠来自生物圈源源不断的氧气供给。雪球地球时期，冰冻杀死了大多数生物，造成氧气逐渐减少甚至消失，这就使氧化亚铁矿能够得以形成。反对者们认为雪球地球时期生命不可能幸存下来，然而事实上没有发生生命彻底灭绝。支持者们反驳道，在海洋的深处完全有可能存在厌氧和低耗氧微生物群落存在，依靠地热维生而幸存下来。
除此之外还有一种可能。在远离大陆的海面可能会存在少量未冻结的水域，庇护着一些好氧生物群落。另外在赤道附近也会有一些地区的水在白天融化形成水洼，晚上则重新冻结起来。

### 蓋層碳酸鹽岩
据估计，当时大气层二氧化碳浓度需要达到比现在高350倍的程度才能形成足够的温室效应把冰川融化。但这个浓度是可以积累起来的，因为当时主要消耗二氧化碳的过程是硅酸盐岩石的风化过程，冰川覆盖了岩石，阻止了岩石的风化，于是大气层二氧化碳就能逐渐积累到很高的浓度。
很可能由于火山作用的缘故，大气层二氧化碳浓度逐渐增加，最后在赤道附近出现了一条无冰的水域。这条水域通过吸收太阳辐射，融化了更多的冰川，更多的水域又吸收了更多了太阳辐射，如此反复。与此同时，二氧化碳浓度的增加为蓝藻生物提供了充足的食物。蓝藻通过光合作用释放出氧气，使大气层氧气浓度迅速升高，这最终导致了寒武纪生命大爆发，产生了新的多细胞生命体。
在短短1000年的时间裡，雪球地球得以解冻，而大气层中的二氧化碳與氧气含量穩定则花了比这更长的时间。
刚开始大气层二氧化碳浓度仍然比正常值高出100倍。雨水的洗刷作用转移了大量的大气层二氧化碳。二氧化碳被溶解转化为碳酸，碳酸进一步腐蚀硅酸盐岩石，形成的碳酸盐沉淀被冲入大海，变为海底的沉积岩。
最后，二氧化碳浓度降至最低，地球温度下降，海水开始结冰，一切又重新开始循环，直到羅迪尼亞大陸瓦解为止。

### 生命演化
新元古代是一個非常時代，大量的多細胞生物在此時產生，尤其是動物。動物的大小和複雜程度日新月異。
這種多細胞生物的發育有可能是演化壓力增長的結果，而演化壓力的增長則是地球凍了又融，融了又凍造成的。可以說，雪球地球推動了生物演化。一些支持者指出，最後一個重要的雪球地球結束的時期剛剛離寒武紀生命大爆發僅幾百萬年之遙。

## 生命在冰封中的延续
生命在冰封中幸存有如下几种可能：
1. 海底熱泉附近；
2. 生命可以采取类似孢子休眠的方式来度过冰封期；
3. 在低纬度冰原岛峰地区，火山作用和阳光辐射可能会在白天融化部分冰，产生临时水洼；
4. 冰层之下，类似于“矿物质代谢”生态系统可以提供避风港；
5. 在冰盖下面会存在液态水坑。类似于南极洲的沃斯托克湖一样。

## 其他雪球地球事件
还有一种雪球地球理论认为最早的一次全球冰封时期——休伦冰河期发生在23亿年前的古元古代，一种解释是原因与大气层中首次出现游离态氧气有关，因为大氧化事件消耗了原始大气中的强温室气体——甲烷，加上当时太阳辐射強度比较弱，因此导致了气温的骤降。这个理论的证据比较弱，但是这个时期的确形成了一些富铁的岩层。另外的解释则认为由于显生宙没有再次重现雪球地球现象，提出了星爆引起的星云冬天假说、以及真核藻类崛起释放到大气中的二甲基硫醚导致云层增加效应假说等。
另一种解释赤道附近发生冰封原因的理论认为当时地球的黄赤交角比现在大，有近60度，导致赤道地区变成“高纬地区”，而这可能与地磁偏角发生变化有关。

## 相關
- 木衛二
- 无聊十亿年

## 外部連結
- Snowball Earth web site （页面存档备份，存于）雪球地球的網上資源
- "The Snowball Earth" Paul F. Hoffman和Daniel P. Schrag的概述,1999年8月8日
- One-page Snowball Earth Poster by Paul F. Hoffman (pdf格式, 7.22 MB).
- Scientific American article on snowball earth by Paul F. Hoffman and Daniel P. Schrag （页面存档备份，存于）（需要訂閱）
- Gabrielle Walker, 'Snowball Earth" in Muse 2004 （页面存档备份，存于）